# Store Koldewey
Store Koldewey (deutsch „Groß Koldewey“) ist eine grönländische Insel im Nordost-Grönland-Nationalpark.

## Geografie
Die unbewohnte Insel liegt 10 km südlich der Halbinsel Germania Land und bildet dabei die östliche Grenze der rund 50 km breiten, mit zahlreichen Inseln durchsetzten Dove Bugt. Store Koldewey ist die Hauptinsel der Inselgruppe Koldewey Øer, zu der auch noch die nordöstlich gelegene und durch den an der engsten Stelle nur 1,4 km breiten Lillebælt getrennten Doppelinsel Lille Koldewey („Klein Koldewey“) sowie zahlreiche kleinere Inseln gehören. Rund 60 km südlich von Store Koldewey liegt die Insel Shannon. Die langgestreckte Insel ist in Nord-Süd-Richtung 90 km lang, in Ost-West-Richtung aber nur maximal 10 km breit. Sie weist eine Fläche von 615 km² auf und erreicht eine Höhe von 971 m über dem Meer.

## Geschichte

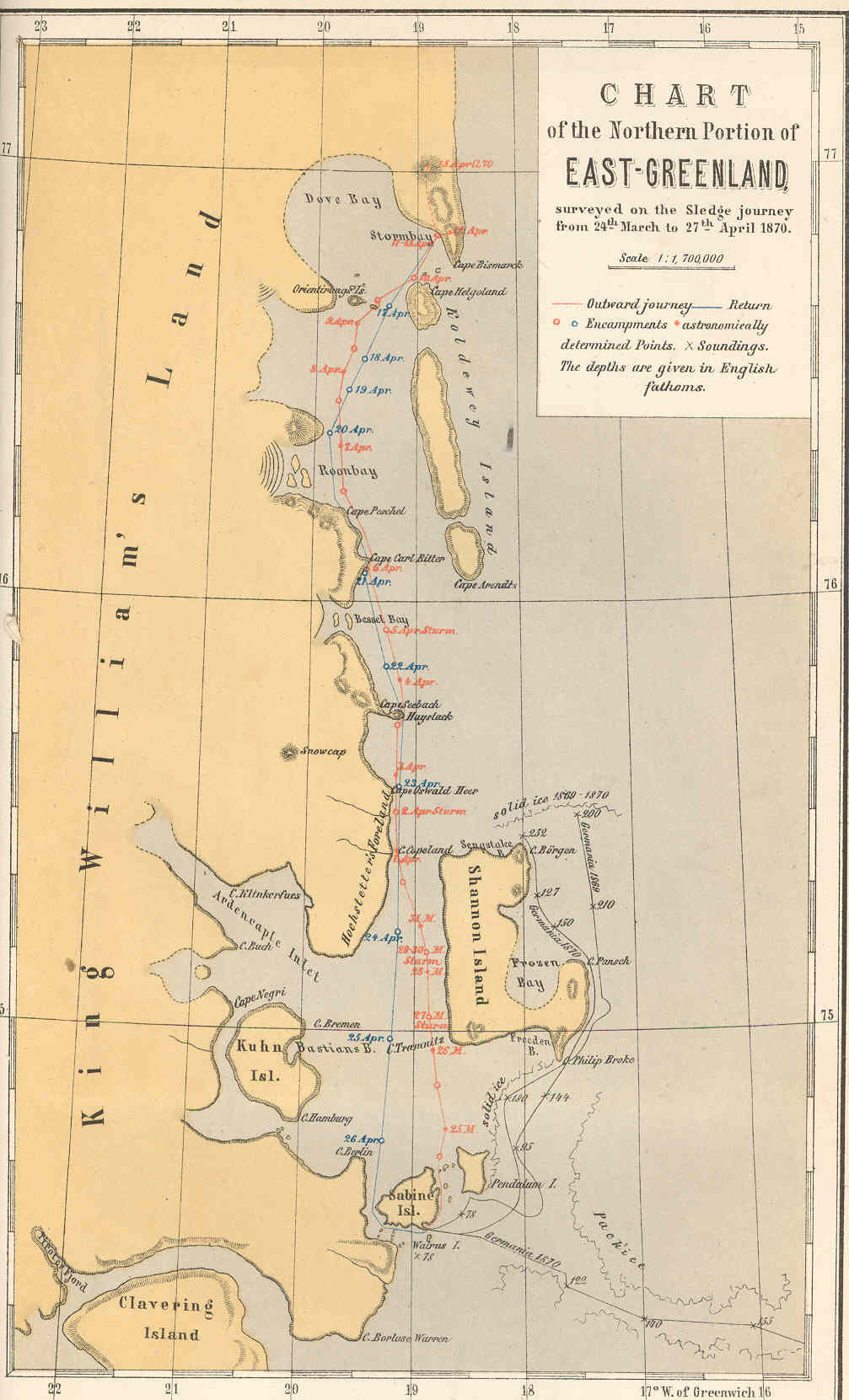
Koldeweys Karte von 1870 mit den drei Koldewey-Inseln.

Während der Zweiten Deutschen Nordpolar-Expedition von 1869 bis 1870 befuhr Carl Koldewey mit seiner Mannschaft die Gegend und entdeckte drei Inseln, die er Koldewey-Inseln nannte. Während der Danmark-Expedition von 1906 bis 1908 unter Ludvig Mylius-Erichsen wurde festgestellt, dass die drei Inseln in Wahrheit eine Insel waren, und die Insel daraufhin in Store Koldewey umbenannt. Dabei wurde auch die nordöstlich gelegene kleinere Insel Lille Koldewey entdeckt, wobei sich später herausstellte, dass es sich hierbei wiederum um zwei durch einen kleinen Sund getrennte Inseln handelte. Mit Store und Lille Koldewey wurde das Toponym Koldewey Øer (Koldewey-Inseln) in neuer Bedeutung weiterverwendet.
Ende August 1944 war ein deutscher Wettertrupp im Rahmen des Unternehmens Edelweiß unter der Leitung des Meteorologen Gottfried Weiss (1911–?), der schon beim Unternehmen Holzauge dabei war, mit dem ehemaligen Fischdampfer Kehdingen unterwegs zur Ostküste Grönlands. Kurz vor der Landung auf der Insel Store Koldewey wurde die Expedition vom Eisbrecher Northland der amerikanischen Küstenwache gestellt. Das deutsche Geleitboot U 703 schoss mehrere Torpedos ab, ohne jedoch zu treffen, und musste sich zurückziehen. Die Mannschaft der Kehdingen versenkte ihr Schiff und begab sich in Gefangenschaft.